# María Teresa Monterroso y Núñez
María Teresa Monterroso y Núñez   (Madrid, 1648 - Alcalá de Henares, 1714), de nom religiós María Teresa de San Francisco, va ser una religiosa carmelita descalça castellana. Va ser priora del convent de la Imagen d'Alcalá de Henares.
Va néixer a Madrid el 1648, filla de Damián de Monterroso, veinticuatro de Sevilla, i de María Núñez Vela de Quiñones, aleshores veïns a la vila.
Vestí l'hàbit de carmelita descalça al convent de la Imagen d'Alcalá de Henares el 8 de setembre de 1667, on va prendre el nom de María Teresa de San Francisco. Professà al mateix convent just un any després. Durant la seva vida religiosa, s'esmerçà en el compliment dels tres vots de la regla i habitualment ajudà en la cura de les malaltes. Sempre vestí pobrament i s'imposà penitències, malgrat la seva delicada condició física. El 1697 va ser elegida priora, bona administradora i coneixedora de la litúrgia de les hores, va ser també participant assídua del cor del convent, on mostrà sempre devoció i destacà per la seva veu.
Va viure durant tretze anys amb un càncer de mama, sense comentar mai res a metges o mostrar molèstia en públic. Malgrat ser finalment examinada, la malaltia estava massa estesa i els facultatius mèdics no van poder fer-hi res, a més de diagnosticar-li també erisipela a la llengua. Monterroso va morir a causa del càncer el 1714.